# اعتماد متعدد المواد

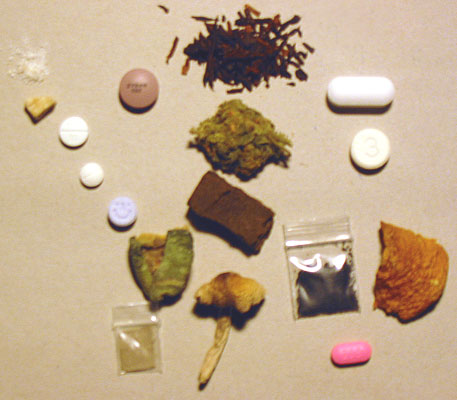

يشير الاعتماد متعدد المواد إلى أحد أنواع اضطراب الاعتماد على المواد يستخدم فيه الفرد ثلاثة أصناف مختلفة من المواد على الأقل بشكل مختلط دون وجود أي دواء مفضل منها يرقى لدرجة الاعتماد بمفرده. رغم أنه يمكن استخدام أي خليط من ثلاثة أدوية، فقد أظهرت الدراسات أن الكحول يُستخدَم بشكل شائع مع مادة أخرى. يدعم ذلك إحدى الدراسات على استخدام المواد المتعددة فصلت المشاركين الذين استخدموا المواد المتعددة إلى مجموعات اعتمادًا على دوائهم المفضل. قادت نتائج دراسة طولانية أو طويلة الأمد حول استخدام الدواء الباحثين إلى ملاحظة أن الاستخدام المفرط أو المعتمد على دواء واحد قد زاد احتمالية الاستخدام المفرط أو الاعتماد على دواء آخر.

## خلائط شائعة
كانت المواد الثلاثة هي الكوكايين، والكحول، والهيروين، ما يشير إلى أن هذه الثلاثة شائعة جدًا.
وجدت دراسات أخرى أن الأفيونات، والقنب الهندي، والأمفيتامينات، والمهلوسات، والمستنشقات والبينزوديازيبينات غالبًا ما تستخدم في الخلائط أيضًا.

## الأسباب

### الحيوية
هناك بيانات تدعم أن بعض المورثات تساهم في حدوث الاعتماد على المواد. ركزت بعض الدراسات على إيجاد المورثات التي تؤهب الشخص للاعتماد على الماريجوانا، أو الكوكايين، أو الهيروين، من خلال دراسة المورثات التي تضبط مستقبلات الدوبامين والأفيونات، لكن لم يُبلَغ عن الوصول إلى نتائج قاطعة. وجد باحثون آخرون ارتباطًا بين مورثة مستقبل الدوبامين وحدوث الاعتماد على مادة ما. كانت أحد المشاكل الكامنة في هذه الدراسة هي أن الكحول يُستخدَم بشكل شائع مع مادة أخرى، ولذلك فنتائج الدراسة قد لا تكون ناجمة عن الاعتماد على مادة واحدة. هذا يعني أن مواد متعددةً قد تساهم في حدوث هذه النتيجة، لكن الباحثين يشيرون إلى ضرورة إجراء دراسات إضافية حول هذا الموضوع.
على أي حال، هناك دراسات وجدت أدلة على تأثير المورثات على قابلية حدوث الاعتماد على المواد. هذه الدراسات غالبًا ما تستخدم الأنماط الوراثية، أو المعلومات الوراثية الموجودة في صبغيات الشخص، والأنماط الشكلية، التي تتألف من السمات الظاهرية للشخص، للنظر إلى النماذج الوراثية. فحصت إحدى الدراسات النمط الشكلي والنمط الوراثي لدى 1.858 مشاركًا من 893 عائلة للنظر إلى الاختلافات في مورثات مستقبل الأستيل كولين النيكوتينية الموجودة لدى هؤلاء الأفراد. وجدت التجارب ارتباطات هامة بين مورثات مستقبل النيكوتين والاعتماد متعدد المواد ما أشار إلى أن الاختلافات في هذه المورثات قد تكون مسؤولة عن خطر حدوث الاعتماد على مواد متعددة.

### النفسية
وجدت دراسة أجراها خانتزيان وتريس عام 1989 أن نحو 60% من عينة الاعتماد على الأفيونات تحقق معايير المحور 2 للتشخيص. في نفس الدراسة، كان لدى 93% من العينة اضطراب مرافق (مراضة مشتركة) ما يشير إلى أن الاضطراب المرافق يلعب دورًا في حدوث الإدمان. تبيّن أيضًا أن كلًا من الاكتئاب والاعتماد متعدد المواد غالبًا ما يكونان موجودين في نفس الوقت. إن كان شخص ما مؤهب وراثيًا للإصابة بالاكتئاب سيكون عندها معرضًا لخطر أعلى لحدوث الاعتماد متعدد المواد.
ربما يكون السبب الأكثر قبولًا على نطاق واسع للإدمان هو فرضية المداواة الذاتية التي ترى الإدمان الدوائي شكلًا من أشكال التكيف مع التوتر من خلال التعزيز السلبي بالتخفيف المؤقت للقلق أو الوعي بوجود التوتر. يتعلم مستخدمو المواد أن تأثيرات كل نوع دوائي تعمل على تخفيف أو تحسين حالات الألم. يستخدمون الأدوية كشكل من المداواة الذاتية للتعامل مع صعوبات تقدير الذات، والعلاقات، والاعتناء بالذات. غالبًا ما يكون الأشخاص الذين لديهم اضطرابات اعتماد على مواد مغمورين بالمشاعر والمواقف المؤلمة ويلجؤون إلى المواد كوسيلة للتكيف. 

### الاجتماعية الثقافية
الأسباب الاجتماعية الثقافية هي المناطق من حياة الشخص التي قد تؤثر على قراره ببدء ومتابعة استخدام المواد المتعددة. يمكن أن تُقسَّم الأسباب الاجتماعية الثقافية إلى أسباب اجتماعية وأسباب ثقافية.
- الأسباب الاجتماعية: أظهرت بعض الدراسات أن اليافعين لديهم أحد أعلى معدلات الاعتماد متعدد المواد. بحسب إحدى الدراسات، فإن هذه الشريحة، التي تبلغ من العمر 12 - 25 سنة، تمثل نحو نصف مستخدمي الأدوية غير المشروعة في البلاد. من بين مستخدمي الأدوية غير المشروعين هؤلاء، قد بدأ نصفهم باستخدام المواد في نهاية الصف الثاني عشر. قد يُعزى ذلك إلى التوقعات الاجتماعية للأقران، أو ضغط الأقران ليندمجوا معهم، أو طريقة لتخدير مشاعرهم. يبدأ بعض هؤلاء الأطفال الكبار تجريب أدوية مختلفة في البداية كي يندمجوا، لكن بعد فترة يحدث لديهم تحمّل لهذه المواد، ويبدؤون يختبرون السحب عندما لا توجد كمية كافية من المواد في جسمهم، وفي النهاية يصبحون معتمدين على وجود تأثيرات اعتماد المواد لديهم. مع التحمل تأتي الرغبة الشديدة في الحصول على أدوية إضافية للوصول إلى النشوة، وإن هذه الحاجة المستمرة لهذا الشعور هي الاعتماد متعدد المواد.

لدى الأجيال الأكبر عمرًا، رُبِط الاعتماد متعدد المواد باعتبارات إضافية مثل اضطراب الشخصية، والتشرّد، واضطراب ثنائي القطب، واضطراب الاكتئاب الكبير، وهكذا. إن كون الرعاية الطبية مكلفة جدًا ويصعب الحصول عليها لفترات طويلة قد رُبِط بحدوث الاعتماد متعدد المواد. أحيانًا يستخدم أولئك الذين يحتاجون مساعدة نفسية مواد متعددة كنوع من المداواة الذاتية لمساعدتهم في تدبير أمراضهم العقلية.

## المراضة المرافقة للاضطرابات العقلية
بالنسبة لمعظم هذه الاضطرابات، فيما يتعلق بالاعتماد متعدد المواد، تكون هناك حلقة معيبة يمر بها المصابون بالاعتماد. أولًا، يولّد تناول الدواء حاجة للمزيد ما يولد ارتفاعًا في الدوبامين يولّد بدوره السعادة. عندما ينخفض الدوبامين، تُضاف السعادة إلى الألم العاطفي والجسدي وتحرض نواقل التوتر ما يؤدي إلى توليد التوق الشديد الذي يجب علاجه، وهكذا تبدأ الحلقة المعيبة. على أي حال، في المرة التالية التي يستخدمون فيها الدواء، ستكون هناك حاجة للمزيد من الدواء للحصول على نفس درجة التسمم.

### الاكتئاب
افترض العلماء أن استخدام دواء ما إما أن يؤدي إلى حدوث اضطراب مزاجي مثل الاكتئاب أو أن ينسب إلى اضطراب موجود مسبقًا. بالإضافة إلى ذلك، قد تكون المواد التي يستخدمها الذين يعانون من الاكتئاب طريقة مضللة للمداواة الذاتية من أجل تدبير اكتئابهم. إنها نظرية دجاجة أو بيضة كلاسيكية، هل تسبب الحالة المرضية الموجودة مسبقًا حدوث الاعتماد أو أن الاعتماد هو الذي يسبب الحالة المرضية؟ يحتاج المرض العقلي الكامن أن يُحدَّد ويُعالَج بالتوازي مع معالجة الاعتماد متعدد المواد من أجل زيادة معدل نجاح العلاج وإنقاص احتمالية النكس. ركزت دراسة نوعية على الكحول والاكتئاب لأنهما شائعي الترافق. اكتشف باحثون أن الاكتئاب يستمر عدة أسابيع بعد إعادة تأهيل المريض، وأولئك الذين ينكسون يحدث لديهم الاكتئاب مجددًا. هذا يعني أن بداية الاكتئاب تحدث بعد حدوث الاعتماد على الكحول ما يعني أن الكحول مساهم أساسي في حدوث الاكتئاب.

### اضطرابات تناول الطعام
أظهرت إحدى الدراسات أن المرضى الذين يتعافون من إدمان، وكان لديهم اضطراب تناول طعام في الماضي، غالبًا ما يستخدمون الطعام لاستبدال المواد التي لم يعودوا يحصلون عليها. أو الذين يصبحون مهووسين بالسيطرة على وزنهم ومظهرهم. بعض مراكز إعادة التأهيل لديها اختصاصيو تغذية مرخصون لمساعدة المرضى على اتباع عادات تناول طعام صحية تساعدهم على المواجهة في أثناء تعافيهم من إدمانهم. من المهم أن يُعلَّم أولئك الذين لديهم اضطراب تناول طعام سابق كيفية تناول الطعام بشكل صحي حتى لا ينتقلوا من إدمان لآخر.